# Iso-Hukkanen
Iso-Hukkanen eller Hukkanen är en sjö i Finland. Den ligger i kommunen Kuusamo i landskapet Norra Österbotten, i den nordöstra delen av landet, 600 km norr om huvudstaden Helsingfors. Iso-Hukkanen ligger 250,4 meter över havet. Den är 7,7 meter djup. Arean är 1 kvadratkilometer och strandlinjen är 6,24 kilometer lång. Sjön  ingår i Ijo älvs huvudavrinningsområde. 